# Anselm Sickinger
Anselm Sickinger (* 1807 in Owingen; † 19. Oktober 1873 in München) war ein deutscher Bildhauer.

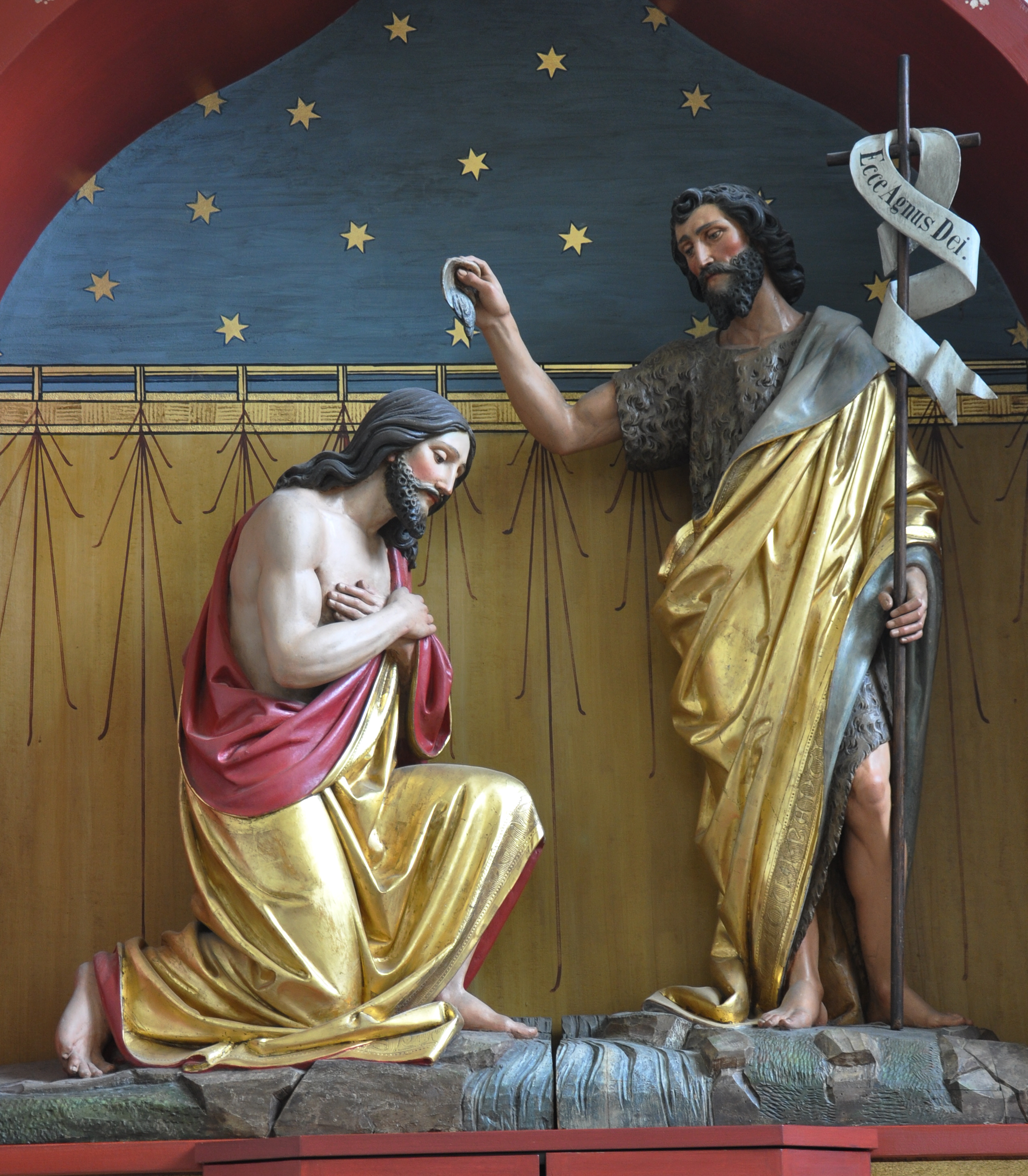
Pfarrkirche St. Johannes Baptist Ailingen: „Taufe Jesu“ aus dem Hochaltar von Anselm Sickinger, 1862 (1958 abgebrochen, mit neuer Rahmung und neuem Hintergrund 1985 wieder in der Kirche aufgestellt)

## Leben
Sickinger erlernte das Steinmetzhandwerk bei Konrad Volm in Owingen und arbeitete danach zwei Jahre in Überlingen. Anschließend ging er nach München und fand Beschäftigung in der Werkstatt von Johann N. Haller. Nach dessen Tod 1826 begründete er eine Bildhauerwerkstatt, in der zahlreiche Skulpturen und Altäre im Stil der Neugotik geschaffen wurden. Zu seinen besten Arbeiten werden die Altäre für die Pfarrkirche in Velden und für die St.-Jodok-Kirche in Landshut gezählt. Im Rahmen der Restaurierung der Münchner Frauenkirche schuf er den damaligen Hauptaltar (diese Angabe wurde 1870 korrigiert, der Hauptaltar wurde laut Adolf Friedrich Seubert von dem Bildhauer Joseph Knabl geschaffen und Sickinger fertigte einen Altar, den die Bäckerinnung 1856 für diese Kirche stiftete) nach Entwurf des Architekten Matthias Berger sowie die Kanzel. Ein weiteres Werk Sickingers ist die Innenausstattung der 1857/58 errichteten Kirche von Kirchanhausen bei Beilngries im Landkreis Eichstätt. Sickinger erfreute sich der Gunst des Königs Ludwig I., der ihm Aufträge für die Befreiungshalle in Kelheim übertrug. Schüler Anselm Sickingers, der Mitglied des 1860 gegründeten Münchner Vereins für Christliche Kunst war, waren unter anderem Joseph Knabl, Franz von Lenbach, Peter Lutt (1828–1907), Christof Roth (1840–1907) und Dominik Sänger (1845–1897).

## Grabstätte

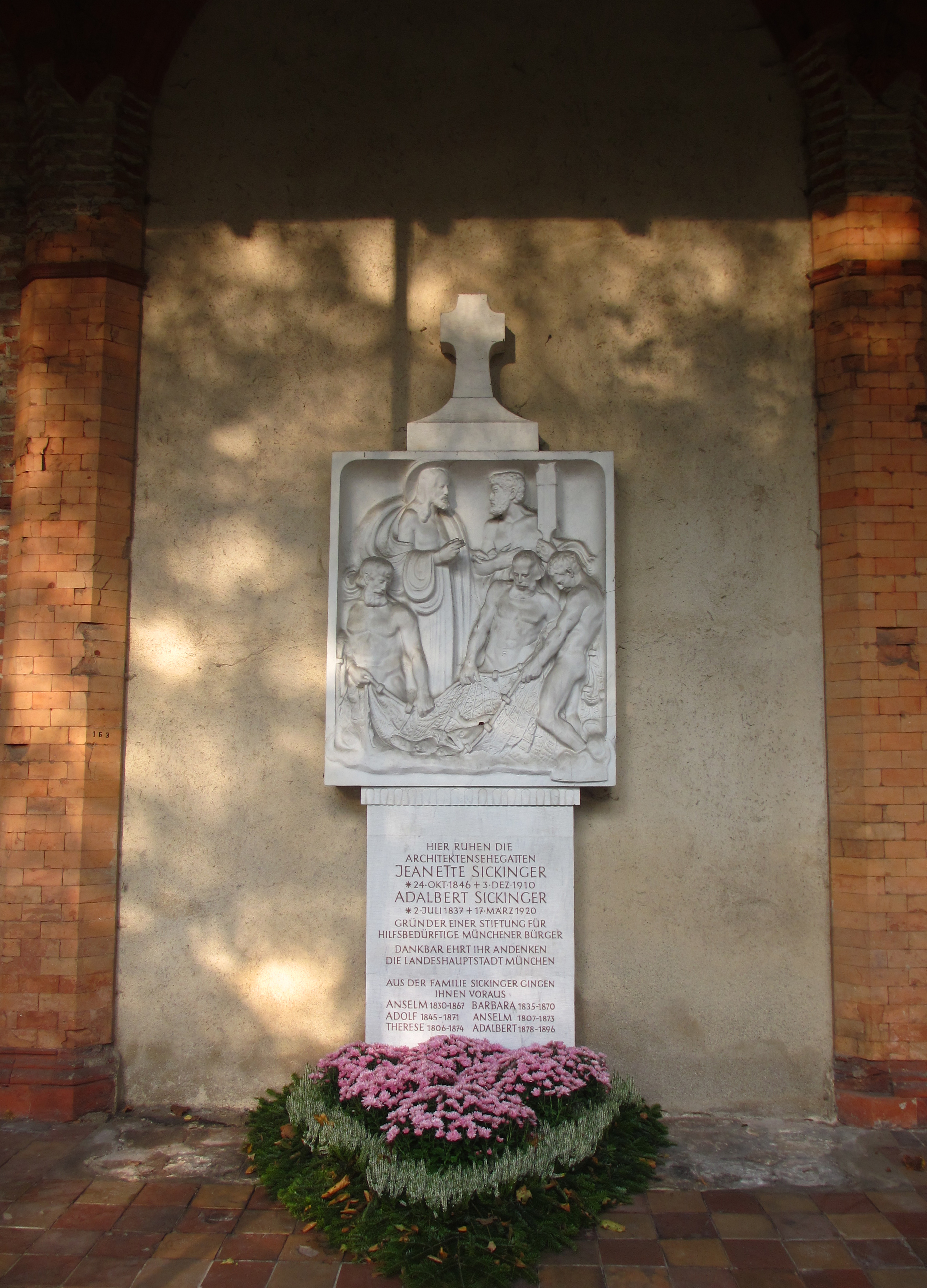
Grab von Adalbert und Jeanette Sickinger auf dem Alten Südlichen Friedhof in München

Die Grabstätte von Anselm Sickinger befindet sich auf dem Alten Südlichen Friedhof in München (Neue Arkaden Platz 163 bei Gräberfeld 30). Standort

## Familie
Seit dem 26. Juni 1831 war Sickinger mit Theres[ia] (geborene Karl, * 19. November 1804 [oder 1806]) verheiratet.
- Anselm Sickinger (geboren am 23. September 1830, vor der offiziellen Hochzeit, gestorben am 12. Mai 1867), war der älteste Sohn des Paares. Er studierte ab 1850 an der Münchner Akademie Bildhauerei.[6]
- Katharina (30. Mai 1832 bis 7. Januar 1897) ⚭ Juli 1853, Andreas Mayer (1820–1908), Spezereienhändler.
- Otto (25. Mai 1834 bis 28. Dezember 1834)
- Der Architekt Adalbert Reinhard Sickinger (2. Juli 1837 bis 17. März 1920) war ein weiterer Sohn Sickingers. Er schuf u. a. den Sarkophag für König Ludwig I. in der Basilika St. Bonifaz.
- Adolph Joseph (5. Juni 1845 bis 24. Februar 1871)

Der Bildhauer Jacob Sickinger (geboren um 1816, in Hohenzollern-Hechingen), der 1845 an der Münchner Akademie studierte, war sein Cousin und Mitarbeiter in seiner Werkstatt.